# Системна шина

Приклад об'єднаної комп'ютерної шини

Системна шина (англ. system bus) — комп'ютерна шина що з'єднує компоненти комп'ютерної системи, і поєднує функції шини даних для передавання інформації, шини адреси для визначення розміщення інформації, та шини керування для передачі команд. Технологія системної шини розвинулась для зменшення ціни та покращення модульності, і хоча була популярною в 1970-ті та 1980-ті, більшість сучасних комп'ютерів використовують набір окремих більш спеціалізованих шин.